# Кодекс Хейса
Ко́декс Американской ассоциации кинокомпаний, также известный как кодекс Хе́йса (англ. Motion Pictures Production Code, Hays Code) — этический кодекс производства фильмов в Голливуде, принятый в 1930 году Ассоциацией производителей и прокатчиков фильмов (ныне Американская ассоциация кинокомпаний), и ставший в 1934 году неофициальным действующим национальным стандартом нравственной цензуры кинематографа в США. Назван по имени политика-республиканца Уильяма Харрисона Хейса, в 1922—1945 годах возглавлявшего Ассоциацию. Снимать фильмы, не соблюдая кодекс Хейса, было можно, но такие фильмы не имели шанса быть выпущенными в прокат кинотеатров, принадлежавших членам ассоциации. В 1960-е годы киностудии отказались от соблюдения устаревшего кодекса; в 1968 году он был отменён.

## Свод правил кодекса образца 1927 года

### Полный запрет
Постулировалось, что в кинокартинах, выпущенных членами Ассоциации, ни в коем случае не должны появляться следующие вещи:
1. Использование обсценной лексики и экспрессивных выражений, включая и такие слова, как «God», «Lord», «Jesus», «Christ» (если только они не произносятся благоговейно в связи с надлежащими религиозными церемониями), «hell», «damn», «Gawd». При этом их можно было показывать написанными (кроме откровенно нецензурной брани).
2. Изображение любой соблазнительной наготы, причём не допускался показ не только обнажённых актёров/актрис, но и их силуэтов или теней. Также не допускалось, чтобы персонажи говорили о сексе в соблазнительной коннотации, только в порицательной.
3. Изображение незаконного оборота наркотиков.
4. Любые намеки на сексуальные извращения.
5. Показ белого рабства.
6. Изображение смешанных браков и указания на межрасовые сексуальные отношения (метисация).
7. Показ любых проявлений сексуальной гигиены и упоминания о венерических заболеваниях.
8. Любые сцены родов — фактические или даже в виде силуэтов.
9. Демонстрация половых органов детей.
10. Высмеивание духовенства. Священник на экране не мог быть злодеем или комическим персонажем.
11. Умышленные оскорбления любой нации и любого вероисповедания (этот запрет не распространялся на оскорбления в адрес атеистов: атеистов разрешалось умышленно оскорблять за атеизм).

### Можно показывать, но не рекомендуется
1. Какие-либо сомнительные действия с флагом государства.
2. Изображение международных отношений (рекомендовалось избегать изображать в неблагоприятном свете религию, историю, институты или видных граждан других стран).
3. Сцены поджогов.
4. Сцены применения огнестрельного оружия.
5. Сцены пыток.
6. Детализированные сцены краж, грабежей, взлома или взрыва поездов, шахт, зданий и тому подобных действий (имея в виду, что кто-то может попробовать воспроизвести показанное).
7. Любые проявления жестокости.
8. Сцены, демонстрирующие технику совершения убийств любым способом.
9. Сцены, демонстрирующие методы контрабанды.
10. Сцены повешения или применения электричества в качестве судебного наказания за преступление.
11. Сцены, вызывающие сочувствие к преступникам.
12. Сцены порицания публичных персон и учреждений.
13. Мятежи и восстания.
14. Очевидную жестокость по отношению к детям и к животным.
15. Сцены клеймения людей или животных.
16. Сцены продажи женщин или сцены, где женщины продают секс.
17. Сцены, содержащие изображение изнасилования или попытки изнасилования.
18. Сцены, содержащие изображение первой брачной ночи.
19. Мужчину и женщину, лежащих в одной постели.
20. Сцены преднамеренного обольщения женщин.
21. Что-либо, раскрывающее устройство института брака.
22. Хирургические операции.
23. Использование наркотиков.
24. Названия или сцены, имеющие отношение к силовым или правоохранительным органам.
25. Продолжительные или сексуально-привлекательные поцелуи, особенно когда один из персонажей в фильме является антагонистом или хотя бы просто «трудным» персонажем.

## Свод правил образца 1930 года

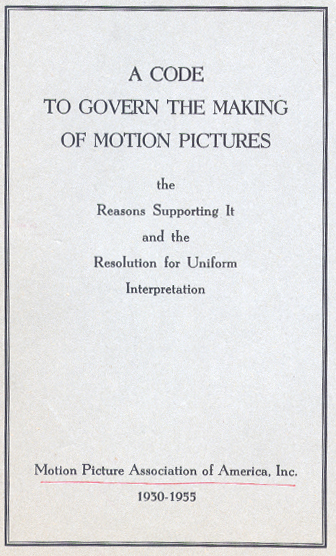
Обложка кодекса

Основные пункты остались те же, что и в образце 1927 года, но добавилось несколько обобщений и призывов, причём в формулировках, допускающих неоднозначное толкование и свободу обвинения.

### Общие принципы
- Фильмам запрещается «снижать моральные стандарты тех, кто их видит».
- Производители фильмов должны стремиться к описанию «правильных стандартов жизни».
- Запрещается показывать какие-либо насмешки в отношении закона или показывать «сочувствие к какому-либо нарушению закона».

### Частные принципы
- Предписывается на экране продвигать ценности традиционного (то есть доиндустриального, европейского, христианского) общества.
- Сексуальные отношения вне брака запрещается изображать как привлекательные или прекрасные, предписывается вместо этого изображать их таким образом, чтобы они не вызывали страсти или казались недопустимыми.
- Утверждается, что нужно либо придерживаться правила «политика только для взрослых» (то есть, начиная с 1955 года ни для кого, так как все фильмы, согласно ранжированию, принятому в этом году, делались «для детей»[источник не указан 22 дня]), либо показывать то, что приведёт к правильным мыслям и политическим идеям у молодёжи.
- Все уголовные дела должны быть показаны как заканчивающиеся наказанием, и ни преступление, ни преступник не должны вызывать симпатий у аудитории, либо аудитория должна хотя бы «осознать, что такое поведение неверно».
- Необходимо относиться с уважением к авторитетным деятелям, представители духовенства не могут быть изображены как комические персонажи или злодеи. В некоторых случаях политики, полицейские и судьи могли быть злодеями, если из фильма ясно, что эти лица, изображённые как злодеи, являются исключением из правил.
- Некоторые ограничения, такие как запрет на демонстрацию всего, что связано с гомосексуальностью, или использование конкретных библейских слов, никогда не упоминались напрямую, но считались понятными без чёткой демаркации.
- Также было внесено добавление, обычно называемое Рекламным кодексом, в котором регулировался показ рекламных изображений, изображений товаров и тому подобных вещей.

## История

### Принятие кодекса
В 1922 году, после нескольких рискованных фильмов и серии скандалов с участием звёзд Голливуда, студии наняли пресвитерианского старейшину Уилла Хейса, чтобы восстановить «благочестивый» образ Голливуда. С помощью внутренней цензуры фильмов предполагалось противодействовать внешней цензуре фильмов и скандальной известности некоторых звёзд Голливуда тех лет как либо людей сомнительного поведения, либо и вовсе как преступников. Голливуд в 1920-е годы был омрачён рядом скандальных происшествий, таких как убийство Уильяма Десмонда Тейлора и предполагаемое изнасилование Вирджинии Рапп популярной кинозвездой Роско Арбаклом. Всё это послужило причиной широкого осуждения голливудских студий со стороны религиозных, гражданских и политических организаций. Кроме того, уже в 1920 году в штате Нью-Йорк имелись в арсенале топлесс-шоу; выступления, наполненные «употреблением библейских слов всуе»; сюжеты и диалоги, намекающие на сексуальный подтекст. Политическое давление на киноиндустрию возрастало, и в 1921 году 37 штатов законодательно запретили прокат более 100 голливудских кинолент. Столкнувшись с перспективой соблюдения сотен и, возможно, тысяч, непоследовательных и легко изменяемых законов о приличиях, ради возможности показывать свои фильмы в прокате, студии выбрали саморегулирование как наиболее предпочтительный вариант. Хейсу была выплачена огромная по тем временам сумма в размере 100 000 долларов США в год (что в пересчёте на 2000 год с поправкой на инфляцию составляло бы 1,4 млн долл. США). Хейс разработал свод правил цензуры для ассоциации голливудских студий и состоял администратором в комитете, следившим за выполнением этого свода. В 1927 году Хейс предложил руководителям студий, чтобы они сформировали комитет для обсуждения цензуры фильмов. Ирвинг Г. Тальберг из студии «Metro Goldwyn Mayer», Сол Вюрцель из студии «Fox» и Э. Х. Аллен из студии «Paramount» вошли в первый состав этого комитета, работу по обсуждению цензуры фильмов они вели в соответствии со списком правил, который назвали «Don’ts and Be Carefuls», который основывался на пунктах, полученных путём опроса местных цензоров. Этот список состоял из одиннадцати пунктов, которых надлежало избегать вообще и двадцати шести пунктов, не рекомендованных к показу. Список был одобрен Федеральной торговой комиссией (FTC), и Хейс создал Комитет по отношениям с членами ассоциаций киностудий (SRC) для контроля за соблюдением этого списка — «кодекса Хейса».

### Дальнейшее развитие кодекса
В 1929 году католик-мирянин Мартин Квигли (редактор известного журнала с рецензиями на фильмы «Motion Picture Herald») и священник-иезуит Даниел А. Лорд создали кодекс стандартов цензуры фильмов и представили его киностудиям. Лорд особенно интересовался влиянием звуковых кинолент на детей в силу их высокой внушаемости. Возможно, он считал, что церковь должна подчинить себе этот инструмент влияния на детей.
В феврале 1930 года несколько руководителей киностудий, в том числе Ирвинг Тальберг из MGM, встретились с Лордом и Квигли. После внесения некоторых поправок они согласились с положениями Кодекса. Одним из основных мотивирующих факторов принятия Кодекса была необходимость избежания прямого государственного вмешательства в цензуру и прокат фильмов. Так появился свод правил образца 1930 года, который и стали называть, собственно, «кодексом производства фильмов».
Весь документ был написан с явным католическим (что неудивительно, учитывая авторство) подтекстом, однако первоначально было решено сохранить католическое влияние на Кодекс в тайне. В нём было указано, что искусство должно быть тщательно обработано, потому что оно может быть «морально злым в своих эффектах» и потому что его влияние на общественную мораль является бесспорным. Лейтмотивом кодекса было требование представлять злые поступки в очевидно негативном свете, а благие — в благоприятном.
После объявления о создании Кодекса либеральный журнал The Nation опубликовал критические заметки в его адрес. В публикации говорилось, что если преступление никогда не будет представлено в благоприятном свете, то это буквально будет означать, что «закон» и «правда, справедливость» являются одним и тем же, поэтому такие события, как «Бостонское чаепитие» (являвшееся нарушением закона Британии), станет невозможно изображать на экране. Другой журнал, «The Outlook», предсказал, что практическое соблюдение Кодекса будет трудно контролировать.
Великая депрессия 1930-х годов заставила многие студии искать доход любым способом. Поскольку фильмы с ярким и жестоким содержанием приносили высокие кассовые сборы, было разумным и логичным решение продолжать производство таких фильмов. Вскоре нарушения Кодекса перестали быть для кого-либо секретом. В 1931 году The Hollywood Reporter высмеял Кодекс, цитируя анонимного сценариста: «моральный кодекс Хейса уже не просто шутка, а воспоминания».
13 июня 1934 года была принята поправка к Кодексу, согласно которой на базе Американской ассоциации кинематографистов создавалась Администрация производственного кодекса (PCA). Все фильмы, выпущенные после 1 июля 1934 года, должны были попадать на рассмотрение к PCA и допускаться к прокату только после получения свидетельства. У PCA было два офиса — один в Голливуде, а другой в Нью-Йорке. Первым фильмом, получившим одобрение, стал «Мир движется вперёд» 1934 года. На протяжении более тридцати лет практически все кинофильмы, созданные в Соединённых Штатах, были вынуждены соблюдать Кодекс Хейса. Всё это время он оставался негосударственным — следование ему не предписывалось никакими федеральными или местными (на уровне штата) органами власти. Голливудские студии придерживались Кодекса Хейса в значительной степени в надежде избежать государственной цензуры, предпочитая внутреннее саморегулирование. Принятие студиями Кодекса Хейса привело к роспуску многих местных советов по цензуре.
Томас Доэрти, специалист по истории американской культуры в Университете Брандейса, определил Кодекс не как «…простой список пунктов „Ты-Не-Должен“, но как проповедь, которая стремилась привести католическую доктрину в индустрию Голливуда. „Виновные наказываются, добродетельные вознаграждаются, авторитет церкви и государства является незыблемым, а узы брака священны“». То, что происходило в голливудской киноиндустрии, было описано как «еврейский бизнес, продающий католическое богословие протестантской Америке». Подразумевалось, что ряд директоров голливудских киностудий были еврейскими иммигрантами. Дополнительно сам этот факт делал их уязвимыми для шантажа и стигматизации.

### Дальнейшее закрепление кодекса
В 1934 году Джозеф Брин — видный католик-мирянин, который работал в сфере связей с общественностью — был назначен руководителем нового Управления производственного кодекса (РСА). Под руководством Брина в РСА, вплоть до его выхода на пенсию в 1954 году, принудительное исполнение Производственного кодекса стало жёстким и печально известным. Например, мультяшный секс-символ Бетти Буп должна была отказаться от штанов и начать носить юбку старомодной домохозяйки. Власть Брина, дающая ему возможность по собственному усмотрению менять сюжеты и сцены злила многих писателей, режиссёров и голливудских магнатов. Брин повлиял на производство фильма «Касабланка», запретив явные отсылки на то, что Рик и Ильза спали друг с другом в Париже.
Комитет PCA также занимался политической цензурой. Когда «Warner Brothers» хотела снять фильм о концлагерях в нацистской Германии, производственный комитет запретил это, ссылаясь на вышеупомянутый запрет на изображение «в неблагоприятном свете» «других учреждений» и видных деятелей другой страны. При этом PCA использовала угрозы передать дело в ФБР, если студия продолжит работу над фильмом. Эта политика помешала созданию ряда антинацистских фильмов.

### Угасание кодекса
Голливуд продолжал работать в рамках Производственного кодекса в течение 1950-х годов, но за это время индустрия кино столкнулась с очень серьёзными конкурентными угрозами. Первая угроза исходила от новой технологии, телевидения, которая не требовала от американцев покидать свой дом, чтобы смотреть фильмы. Теперь ограничения кинопроката стали менее актуальными. В дополнение к угрозе телевидения, после решения Верховного суда США в 1948 году вынудившее пять кинокомпаний отделить кинотеатры от студий, усиливалась конкуренция с иностранными фильмами, такими как «Похитители велосипедов» (1948) Витторио де Сика, «Она танцевала одно лето» (1951) и «Лето с Моникой» (1953) шведского режиссёра Ингмара Бергмана. Было обнаружено, что попытки запрета этих фильмов, как и сам захват единственным учреждением права осуществлять цензуру фильмов, нарушает антимонопольное законодательство. Студии не смогли запретить к показу иностранные фильмы, а иностранные фильмы не были связаны производственным кодексом. Некоторые британские фильмы — например, «Жертва» (1961), «Вкус мёда» (1961) и «Парни в коже» (1963) — оспаривали традиционные гендерные роли и открыто противостояли тогдашнему отношению к гомосексуалам, что явно противоречило Голливудскому производственному кодексу.
В 1952 году в деле «Joseph Burstyn, Inc. vs. Wilson» Верховный суд США постановил, что кинофильмы имеют право на защиту, в соответствии с первой поправкой к конституции США (о свободе слова), Совет регентов штата Нью-Йорк не смог запретить «Чудо», короткометражный фильм, составлявший половину ленты «Любовь» (1948), антологии режиссёра Роберто Росселлини. Поскольку судебная система США является системой прецедентного права, эти и другие подобные случаи как раз и создали прецеденты, на которые впредь могли опереться юристы.
В свете этого, угроза государственного регулирования, которая ранее упоминалась как оправдание производственного кодекса, появилась снова — но теперь суд защищал не поборников цензуры, а поборников свободы слова. Одновременно полномочия РСА над голливудской промышленностью были значительно сокращены. К 1950-м годам американская культура также начала меняться. Бойкот со стороны Национального легиона приличия больше не гарантировал коммерческий провал фильма, и некоторые аспекты «кодекса» медленно теряли свою табуированность. В 1956 году пункты «кодекса» были снова пересмотрены, допустив к показу межрасовые и смешанные браки, внебрачные отношения и проституцию. Например, в 1940 и 1946 году MGM дважды не допустили к показу комедийный фильм про Анну Кристи, посвящённый проституции. К 1962 году такой контент стал приемлемым, и оригинальная лента получила одобрение.
К концу 1950-х годов стали появляться всё более откровенные фильмы, такие как «Печать зла» (1958), «Анатомия убийства» (1959), «Внезапно, прошлым летом» (1959), «Психо» (1960) и «Тьма наверху лестницы» (1961). MPAA неохотно предоставили печать одобрения для этих фильмов, хотя и не без требования сделать определённые сокращения. Из-за контента фильма «В джазе только девушки» (1959) Билли Уайлдеру не было дано свидетельство о допуске к показу, но фильм все равно стал кассовым бестселлером (и даже был закуплен Советским Союзом), и в результате это ещё больше ослабило авторитет Кодекса.
В начале 1960-х годов фильмы начали заниматься темами взрослой жизни и сексуальными проблемами, которые отсутствовали в голливудских фильмах с начала 1930-х годов. MPAA неохотно, но всё же предоставили печать одобрения для таких фильмов. В 1966 году Warner Bros. выпустил «Кто боится Вирджинии Вульф?», первый фильм, который был помечен как «Для взрослой аудитории» (SMA).

### Полный отказ от кодекса
К концу 1960-х годов принуждение к соблюдению кодекса стало невозможным и Производственный кодекс Хейса был полностью отменён. MPAA начало работать над рейтинговой системой, в соответствии с которой ограничения на фильмы были бы уменьшены и ранжированы. В 1968 году, после нескольких лет минимального соблюдения, Производственный кодекс был заменён системой оценки фильмов MPAA. Система рейтинга фильмов MPAA вступила в силу с 1 ноября 1968 года с четырьмя рейтингами: G для общих аудиторий, M для зрелого контента, R для ограниченного показа (зрители до 17 лет не допускаются без взрослого) и X для сексуально-откровенного контента. К концу 1968 года Джеффри Шерлок — преемник Джозефа Брина, назначенного Уиллом Хейсом, последний администратор комитета по надзору за соблюдением «кодекса» в Голливуде, ушел со своего поста.
С действием кодекса связано много анекдотических случаев. Например, исполнителю роли Тарзана было велено побрить грудь, а пышные формы актрис проверяли на предмет соответствия нормам благоприличия специально назначенные «контролёры бюстов». Позднее кодекс послужил прообразом для принятия аналогичных самоограничений для издателей комиксов.
По замечанию М. Трофименкова, отмена кодекса связана с тем, что в 1960-е годы «затянутое в цензурный корсет кино не могло соперничать с хлынувшими в Америку фильмами итальянского неореализма или французской „новой волны“, которые были, естественно, не непристойнее, а просто свободнее и правдивее голливудской продукции».